# Nanyang Siang Pau

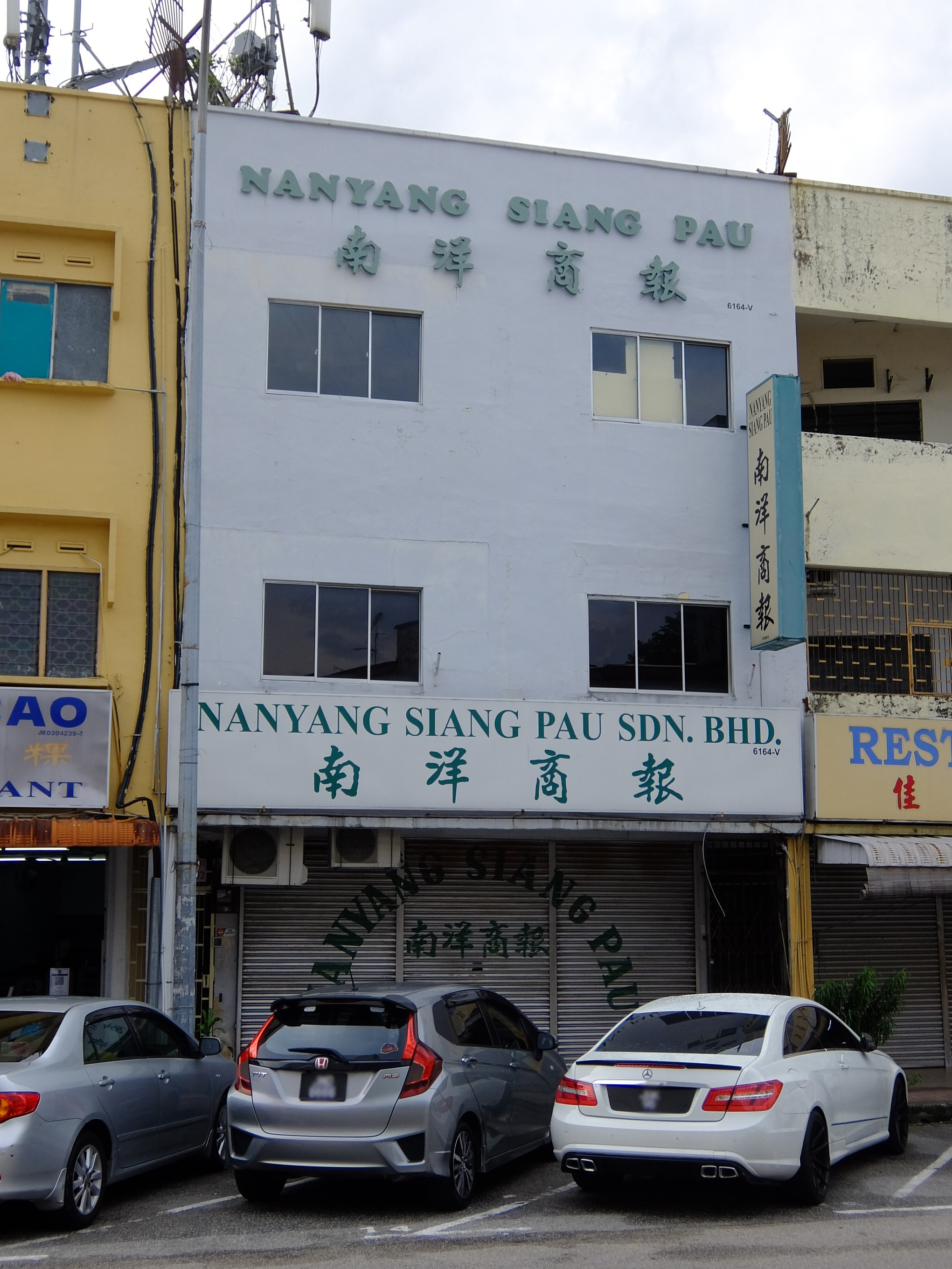
Nanyang Siang Pau in Johor Bahru, Malaysia (2020)

Nanyang Siang Pau (chinesisch 南洋商報 / 南洋商报, Pinyin Nányáng Shāngbào) ist eine chinesischsprachige malaysische Tageszeitung im Broadsheet-Format und wurde ursprünglich in den britischen Straits Settlements in Singapur herausgebracht. Nach der Kwong Wah Yit Poh ist sie die zweitälteste chinesischsprachige Zeitung Malaysias.

## Geschichte
Die Nanyang Siang Pau wurde vom chinesischen Unternehmer Tan Kah Kee gegründet. Die erste Ausgabe wurde am 6. September 1923 gedruckt. Die Zeitung sollte unter anderem Tans Gummiprodukte bewerben, aber auch der Bildung der Chinesen in Südostasien dienen. Die Anfangsjahre liefen holprig. Nach 23 Tagen verbot die Kolonialverwaltung die Herausgabe der Zeitung, weil sie ihr zu pro-chinesisch war. Erst am 1. Februar 1924 durfte die Publikation wieder aufgenommen werden.
Nach der japanischen Invasion der Mandschurei begann die Zeitung eine Sonntagsedition herauszugeben, welche über den aktuellen Stand des Kriegs berichtete. Als im Februar 1942 Singapur fiel und von Japan besetzt wurde, stoppte die Zeitung ihre Aktivitäten. Viele Journalisten wurden von der japanischen Geheimpolizei Kempeitai während des Sook Ching Massakers umgebracht. Die Gebäude der Redaktionen wurden besetzt. Am 8. September 1945 nahm die Redaktion ihre Arbeit wieder auf.
Am 2. Mai 1971 kam es zum Skandal, als vier Journalisten der Nanyang Siang Pau in Singapur verhaftet wurden und ihnen vorgeworfen wurde, dass sie ethnischen Aufruhr und pro-kommunistische Stimmung anstacheln würden. Die Zeitung protestierte vehement und veröffentlichte eine Protest-Kolumne, in der sie die Vorwürfe abstritt, sowie eine leere Kolumnenseite.
1962 wurde in Kuala Lumpur die Malaysia-Edition der Zeitung gegründet. Nach der Trennung von Malaysia und Singapur wurden auch die Zeitungen getrennt. 1983 fusionierte die singapurische Edition der Nanyang Siang Pau mit der Sin Chew Jit Poh um die Lianhe Zaobao zu gründen. Seitdem gibt es die Nanyang Siang Pau nur noch in Malaysia.
1989 wurde die Zeitung die erste Zeitung, die an die malaysische Börse ging. 2001 stieg die Huaren Holdings mit einem Anteil von 21 % in die Zeitung ein. Das wurde kontrovers debattiert, weil die Huaren Holdings der Malaysian Chinese Association Partei gehört. Daraufhin gab es Boykottaufrufe gegen die Zeitung. 2006 kaufte Tiong Hew King die Anteile ab.
2017 veröffentlichte die Zeitung im Rahmen einer Debatte um die Einführung islamischer Gesetzgebung eine Karikatur, die zwei ethnisch malaiische Politiker als Affen zeigte. Daraufhin gab es starken Protest gegen die Zeitung. Muslimische Verbände organisierten Proteste vor dem Verlagshaus und Jugendliche verbrannten öffentlich die Zeitung. Der Vorfall wurde mit Charlie Hebdo verglichen.